# Viereth-Trunstadt
Viereth-Trunstadt este o comună aflată în districtul Bamberg, landul Bavaria, Germania.